# Egeirotrioza populi
Egeirotrioza populi är en insektsart som först beskrevs av Horvath 1915.  Egeirotrioza populi ingår i släktet Egeirotrioza och familjen spetsbladloppor. Inga underarter finns listade i Catalogue of Life.